# Selasia

Mapa del sur del Peloponeso en la Antigüedad. La ciudad de Selasia se encontraba al noreste de Esparta.

Selasia (en griego, Σελλασία) es el nombre de una antigua ciudad griega de Laconia.
En época de Pausanias se encontraba en ruinas; este la ubica cerca de Carias y de Tórnax.
En el año 370 a. C., después de la batalla de Leuctra, la ciudad fue destruida por un ejército compuesto por tebanos junto con otros aliados.
Fue escenario de una batalla que se produjo en el año 222 a. C. entre los ejércitos de Antígono III de Macedonia junto a la Liga Aquea, y Cleómenes III, rey de Esparta, con victoria para los primeros. Al fin de esta batalla, los habitantes de Selasia fueron esclavizados por los aqueos.
Otra batalla que se desarrolló en Selasia ocurrió en el año 195 a. C. en el marco de la Guerra contra Nabis donde los espartanos fueron nuevamente derrotados. 
Se localiza cerca de la población actual que antes se llamaba Vourlia y ha recuperado su antiguo nombre de Selasia.